# Tina (韓國歌手)
朴秀彬（： Bak Su Bin，1994年9月1日—），藝名Tina（：／ Ti Na），美籍韓裔女歌手。2013年加入Star Planet娛樂旗下女子組合BLADY。

## 經歷
- 韓文本名為박수빈，漢字為朴秀彬[1]
- 英文本名為Christine Joy Park[2]。年幼喪父，與媽媽相依為命。[4]
- 2013年11月18日，加入第2期的BLADY，初擔任領唱、領舞。成員變動後，改為擔任主Rapper、副唱、領舞。
- 離隊後成為YouTuber，以「Idol Insider」為名，透露韓國偶像內部消息，也透露自己從服裝設計師轉為歌手，和離開團隊的原因和經過。[5]

## 音樂
所屬團體之共同作品，請參閱 BLADY

## 作品
僅列出Tina個人參與之作品；所屬團體之共同作品，請參閱 BLADY

### 綜藝節目
| 日期   | 頻道         | 節目              | 備註           |
| ------ | ------------ | ----------------- | -------------- |
| 2012年 | SBS          | Kpop Star 2       |                |
| 2013年 | 阿里郎電視台 | 阿里郎電台Kpoppin |                |
| 2016年 | 阿里郎電視台 | 韓國音樂流行榜    | 與JJCC成員Eddy |

## 外部連結
- Blady官方Cafe（页面存档备份，存于）
- Tina的X（前Twitter）
- Tina的Instagram帳戶
- Tina（页面存档备份，存于）的YouTube帳戶